# Spiagge (film 1986)
Spiagge (Venner for altid) è un film danese del 1986 diretto da Stefan Henszelman.

## Trama
L'adolescente Kristian si trasferisce in un nuovo quartiere e nella nuova scuola stringe amicizia con due ragazzi molto diversi tra loro: l'indipendente Henrik e Patrick, il capo di una banda. Successivamente Kristian scopre che Patrick è gay e ha una relazione con il capitano di una squadra di calcio.

## Riconoscimenti
- 1988 - San Francisco International Lesbian & Gay Film Festival[1]
  - Audience Award al Miglior film